# Túpolev Tu-160
El Túpolev Tu-160 «Cisne blanco» (en ruso: Туполев Ту-160 «Белый лебедь», transliterado como Bely Lebed o académicamente como Belyj Lebed' , designación OTAN: Blackjack) es un bombardero pesado supersónico de geometría variable desarrollado por Túpolev en la Unión Soviética. Fue el último diseño soviético de bombardero estratégico, siendo el avión bombardero más pesado y el mayor avión supersónico construido del mundo. Entró en servicio en 1987 y continúa activo en la Fuerza Aérea Rusa con un total de 16 unidades.
Tiene varios récords mundiales, como el haber volado 1000 kilómetros con 30 toneladas de carga útil a una velocidad promedio de 1720 km/h, y 2000 kilómetros con 275 toneladas de peso a una velocidad media de 1700 km/h a 15 250 m de altura. Los rusos lo llaman "Cisne blanco" por su color y suavidad de líneas. Tiene potencial para ser usado hasta el año 2040.

## Historia

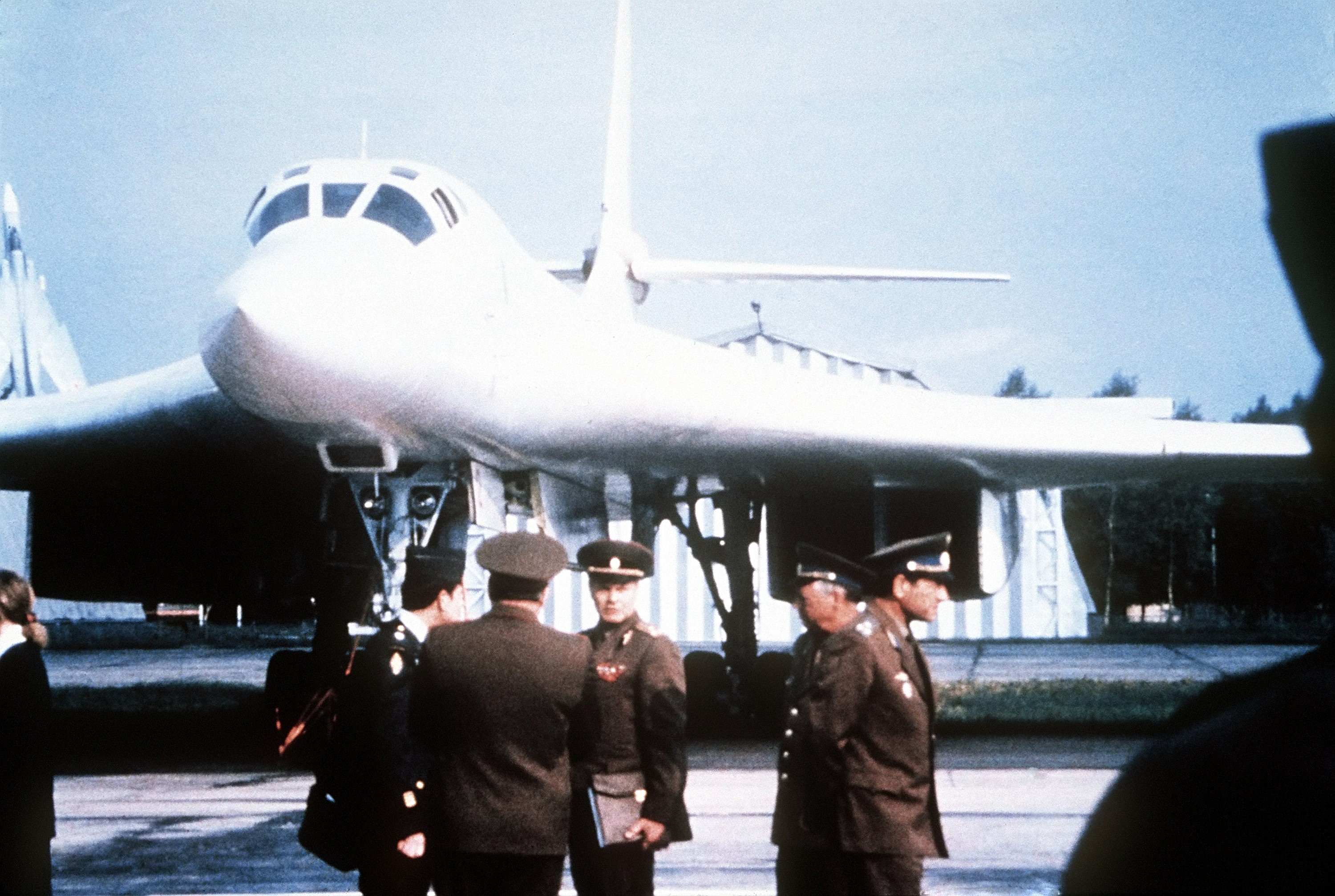
Oficiales soviéticos y Tu-160.

El primer concurso para el diseño y construcción, de un bombardero estratégico supersónico en la Unión Soviética, comenzó en 1967. El nuevo avión debía tener una velocidad de crucero superior a Mach 3, como respuesta al nuevo proyecto experimental estadounidense del bombardero supersónico XB-70 Valkyrie. Pero se concluyó, que ese tipo de avión bombardero supersónico sería demasiado especializado, caro, difícil de producir y controlar, por lo que se redujeron los requisitos. En ese momento, el proyecto del bombardero XB-70 ya se había cancelado en Estados Unidos por su alto costo, complejidad y dificultades técnicas.
En 1972, la Unión Soviética preparó un nuevo concurso para diseñar un "bombardero táctico", con el fin de crear un bombardero pesado con alas de geometría variable, con una velocidad máxima de Mach 2,3 como respuesta al nuevo bombardero B-1 Lancer de diseño supersónico de la USAF y que pueda enfrentar los nuevos sistemas de defensa occidentales, como el nuevo diseño del caza supersónico Convair F-102 Delta Dagger y el caza pesado de largo alcance Avro Canada CF-105 Arrow de Canadá, que en su época se presentaban como el futuro del desarrollo de la aviación militar y los nuevos misiles supersónicos del tipo SM-64 Navaho que podrían detonar armas nucleares en la atmósfera, para poder detener cualquier ataque contra el territorio de Estados Unidos y Europa.
El diseño de Túpolev, denominado como Avión 160M, con un diseño de largas alas y la incorporación, de ciertos elementos del avión supersónico de transporte de pasajeros Túpolev Tu-144, competía contra otros diseños de aviones supersónicos Sukhoi, el avión experimental Sukhoi T-4 y el M-18 de Myasíshchev. La nueva versión de Myasíshchev, que utilizaba alas de geometría variable y tenía forma de Ala voladora, como el avión Northrop Grumman B-2 Spirit fabricado años más tarde en occidente, fue considerada la más apta para lograr cumplir con los requerimientos del gobierno, pero la mejor organización del proyecto de Túpolev y su experiencia, fue considerada como la que tenía mayor potencial para lograr finalizar el proyecto. Como consecuencia, Túpolev recibió la orden en 1973 de desarrollar un nuevo avión "bombardero táctico" basado en el diseño de Myasíshchev.
Aunque el bombardero occidental B-1A supersónico fue cancelado en 1977, la producción del nuevo bombardero soviético supersónico continuaba y ese mismo año, el diseño final fue aceptado por el comité del gobierno. El primer prototipo de pruebas de vuelo, fue fotografiado por un pasajero de una aerolínea en el Aeropuerto Internacional de Moscú-Zhukovski en noviembre de 1981, un mes antes de su primer vuelo, el 18 de diciembre de 1981. La producción en serie del bombardero fue autorizada en 1984. La construcción del avión, que recibió el nombre de Tu-160 (y el nombre de fábrica de Avión 70 o Producto K), estaba prevista para alcanzar un total de 100 unidades, aunque sólo se fabricaron 35, incluyendo tres prototipos. El segundo prototipo se destruyó en un vuelo de prueba en 1987, aunque la tripulación se eyectó con éxito. La producción se redujo por falta de fondos en la Unión Soviética y se detuvo en 1994 por la crisis económica de Rusia, con algunos aviones incompletos.
El Tu-160 apareció al público en un desfile de 1989. Entre 1989 y 1990, consiguió 44 marcas mundiales de velocidad y alcance, en su categoría. Empezó a ser desplegado en escuadrones en abril de 1987. Hasta 1991, 19 aviones sirvieron en el 184º Regimiento de Guardias de Bombarderos Pesados en la República Socialista Soviética de Ucrania, reemplazando a los bombarderos Tu-16 y los bombarderos supersónicos Tu-22M3. Tras la disolución de la Unión Soviética, esos aviones fueron propiedad de Ucrania, aunque en 1999 en un acuerdo entre Ucrania y Rusia, ocho de esos aviones regresaron a Rusia, para reducir las deudas de energía de Ucrania con Rusia. Al renunciar a su arsenal nuclear, Ucrania destruyó los restantes Tu-160, excepto uno que permanece en exhibición.
La segunda unidad rusa de Tu-160, el 121.er Regimiento de Guardias de Bombarderos Pesados, se creó en 1992, pero a 1994 solo habían recibido seis aviones. Entre 1999 y 2000, recibieron los ocho Tu-160 ucranianos y otro más, fue entregado tras su construcción completada en 2000. Uno de los aviones se ha estrellado durante un vuelo de prueba, tras reparaciones en los motores el 16 de septiembre de 2003.
El comandante Ígor Jvórov afirma que durante ejercicios realizados en abril de 2006, el Tu-160 llegó hasta Canadá vía Polo Norte y no fue detectado por ningún sistema de defensa antiaérea estadounidense. "No pudieron detectarlos ni con radares ni a simple vista", dijo Jvórov.
En noviembre de 2005, existían 14 bombarderos Tu-160 en servicio, siendo un avión relativamente nuevo en el inventario de la Fuerza Aérea de Rusia y el primer bombardero, en ser controlado por una palanca de mandos tipo Joystick, como un avión de combate convencional. Otros dos aviones estaban en construcción, entrando uno más en servicio en marzo de 2006 y el otro, al siguiente año. A 2001, seis Tu-160 adicionales, servían como aviones experimentales de nuevas tecnologías, cuatro de ellos con plena capacidad de vuelo. El 30 de diciembre de 2005, bajo un mandato del Presidente Vladímir Putin, que participó como copiloto en un vuelo de prácticas, ordenó que todos los Tu-160 entraran oficialmente al servicio de la Fuerza Aérea Rusa.
El 8 de agosto de 2007, un escuadrón de 14 Tu-160 realizó pruebas de lanzamiento de misiles crucero en el norte de Rusia. Estas operaciones fueron monitorizadas por la OTAN. Éste ha sido el ejercicio aéreo más grande realizado por Rusia hasta ahora, participando también 141 Tu-22M3, y 40 Tu-95MS.

## Diseño y desarrollo

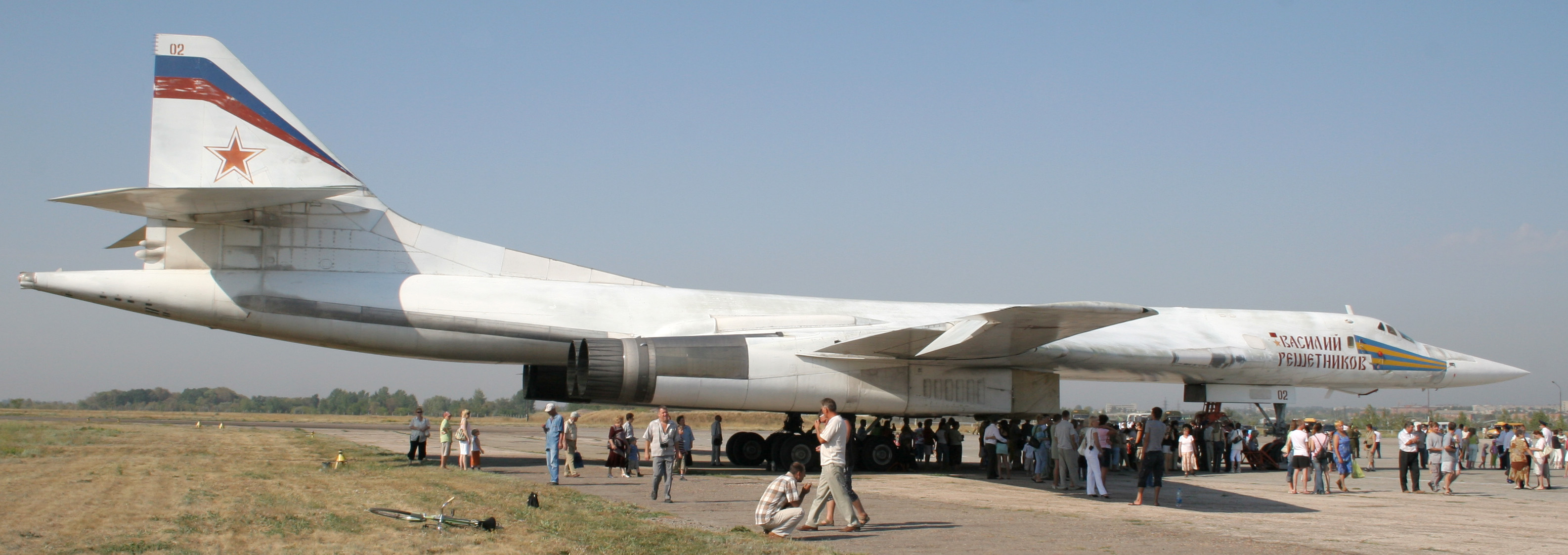
Vista lateral de un Túpolev Tu-160.

El Tu-160 tiene un aspecto similar al bombardero estadounidense B-1B Lancer, aunque es de mayor tamaño y más rápido, también tiene tecnología del otro bombardero soviético Tu-22M, una forma alar parecida y está diseñado, con las nuevas "alas de geometría variable", con un ángulo seleccionable entre 20 y 65 grados.
Lleva slats en el borde frontal y flaps dobles, para un mejor rendimiento de vuelo a media y baja altitud, donde el aire es más denso, húmedo y pesado, y poder aterrizar, en pistas de aterrizaje cortas de aeropuertos comerciales y en países amigos. El Tu-160 utiliza la mejor tecnología de estos dos bombarderos y un nuevo sistema de control de vuelo por cables fly-by-wire, pilotado con una palanca de control tipo Joystick como un avión de combate convencional, asistido por un moderno computador de vuelo y alerta de voz, como un moderno avión de transporte de pasajeros, que informa la situación de la nave y le da recomendaciones al piloto, y pantallas de información alfanumérica con luces en la cabina de mando, los asientos eyectables se pueden mover hacia atrás para facilitar el ingreso de los tripulantes y se puede ajustar, la altura y distancia de los asientos, con el panel de control de la cabina de mando, la palanca y los pedales de control de la nave.
El avión está impulsado por cuatro motores grandes turbofán con poscombustión NK-32, y toberas de salida de gases regulables, comparable a los grandes motores de los aviones caza de largo alcance MiG-31, que están asignados para su escolta. Es el motor de mayor potencia equipado en un avión de combate supersónico. A diferencia del bombardero occidental Rockwell B-1 Lancer, que desechó el requisito de velocidad supersónica Mach 2 como el diseño B-1A original. Mantiene tomas de aire variables para los motores dentro del túnel de ingreso de aire, que mejoran su potencia a grandes altitudes y velocidades, es capaz de alcanzar velocidad supersónica Mach 2 a altas cotas, en forma similar al avión de transporte de pasajeros francés Concorde.
El nuevo y mejorado Tu-160 va equipado con un sistema de reabastecimiento aéreo de combustible, sonda, manguera flexible y cesta para el reabastecimiento en vuelo de combustible, para aumentar la duración de sus misiones y el alcance en combate, instalada sobre el cono del radar delantero, justo delante del parabrisas principal, para facilitar las maniobras de repostaje de combustible. La sonda se levanta con una compuerta delante de la cabina de mando, para que el piloto pueda tener una gran visibilidad de la maniobra de repostaje de combustible en vuelo, aunque esto no es muy necesario, debido a la gran cantidad de combustible que puede transportar en sus tanques internos de combustible, hasta 130 toneladas de combustible y un tanque de combustible externo bajo el fuselaje central, lo que le permite una autonomía de vuelo de unas 15 horas y más de 8000 kilómetros de alcance. Actualmente, la maniobra de reabastecimiento aéreo de combustible, se utiliza para entrenar a los nuevos pilotos de combate y a la tripulación del bombardero, y la tripulación de los aviones cisterna de Rusia, en los vuelos de entrenamiento desde las bases militares en el centro de Rusia hacia el Oeste, que vuelan por el norte de Europa y llegan hasta Venezuela, bordeando la costa de Brasil y recientemente hasta Nicaragua, y vuelos hacia el Este de Rusia, sobre el Océano Pacífico, Corea del Norte y bordeando la frontera con China.
Aunque el nuevo diseño aerodinámico del bombardero Tu-160 reduce notablemente la detección, tanto de señales de radar como de sensores infrarrojos, no se trata de un diseño de avión furtivo. Desde el inicio de su producción, fue una ventaja adicional que presentó su moderno diseño, para obtener buenas prestaciones de vuelo a gran altitud y velocidad, y las modernas tecnologías para su fabricación, logrando el acoplamiento de las diferentes piezas de titanio, acero inoxidable y aluminio con soldaduras internas, donde no se ven los remaches y las uniones de los perfiles del fuselaje en el cuerpo de la nave, las compuertas de los trenes de aterrizaje, la bahía interna de armas, los motores, el fuselaje central y las alas, en un nuevo sistema de fabricación único en su tipo y de muy alto costo, que se utilizó en forma experimental en el diseño del avión supersónico Sukhoi T-4 que nunca se fabricó en serie, por lo que solamente se han construido pocas unidades con el paso de los años.
Las fuentes rusas afirman que debido a este diseño, su sección de radar (RCS en inglés, radar cross section) es menor que la del bombardero Boeing B-52 Stratofortress y el B-1B Lancer, aunque no se ha verificado por fuentes independientes. En abril de 2006, las fuerzas aéreas rusas, afirmaron que podían cruzar la zona radar canadiense sin ser detectados volando a baja altitud, lo que fue objeto de una investigación por parte de la OTAN.
El Tu-160 va equipado con un radar de ataque Obzor-K (designación OTAN Clam Pipe) de gran tamaño, en un radomo dieléctrico con una base movible en un eje lateral, tipo radar plano AESA, más un radar de perfil terrestre (TFR) Sopka, que le proporciona la información necesaria para el vuelo automático a bajo nivel, en las misiones de ataque de penetración profunda. Bajo la cabina de mando tiene una mira electro-óptica para lanzar bombas convencionales de caída libre, bombas GBU con guía láser y obtención de imágenes por infrarrojo, para lanzar bombas guiadas por láser, puede lanzar misiles tácticos con ojivas nucleares, ojivas convencionales, misiles navales antibuque, misiles de largo alcance y misiles antisatélites, puede interceptar misiles ICBM, tiene sistemas activos y pasivos de contramedidas electrónicas (ECM) en la parte trasera de la nave.
La tripulación del Tu-160 consta de un piloto y un copiloto, sentados juntos lado a lado, adelante de la cabina de mando, en asientos de eyección que se pueden regular en altura y posición. Un oficial de armas y un operador de Radar (sistemas defensivos), sentados juntos detrás de la cabina, en asientos de eyección K-36DM. El piloto dispone de una palanca de mando tipo joystick como los aviones de combate cazas para controlar el avión, pero los instrumentos de vuelo son analógicos tipo reloj, como los del avión de transporte de pasajeros Concorde pero con algunas pantallas de información alfanuméricas, como el bombardero B1 Lancer.
Tiene una zona de descanso detrás de la cabina de mando, un retrete, una cocina y un refrigerador en caso de vuelos largos. No tiene sistemas de visualización HUD o pantallas planas CRT multifuncionales en la cabina de mando, aunque en 2003 se anunciaron planes de modernización para todos los Tu-160, que incluiría un nuevo control de vuelo digital (Data-link), modernización de la cabina, vuelo por satélite GPS del sistema GLONASS, instalación de pantallas planas LCD de información multicolor y la capacidad de llevar otros tipos de armas, tales como misiles de crucero de largo alcance y misiles antisatélites de impacto cinético.
Las armas son transportadas en dos bahías de carga internas, instaladas en tándem, una delante de otra, bajo el fuselaje central de la aeronave y entre los motores, cada una capaz de albergar un total de 20 000 kg de armas, con bombas convencionales de caída libre, bombas guiadas por láser, bombas guiadas por GPS con el nuevo sistema de satélite GLONASS o dos lanzadores rotatorios, para transportar misiles cruceros de largo alcance, de ataque Aire-tierra y superficie Aire-mar, misiles nucleares tácticos, misiles antisatélites y misiles para combate "Aire-aire" de larga distancia, en una nueva configuración de combate experimental.
El tren de aterrizaje principal de gran tamaño, pesado y con tres ejes de ruedas a cada lado, se retrae hacia atrás con un sofisticado mecanismo hidráulico, que rota las ruedas hacia arriba y las guarda en un foso grande, bajo la estructura central del avión, detrás de la bahía de armas en un diseño único en su tipo. El tren de aterrizaje delantero tiene dos ruedas grandes con faldones laterales, que sirven como contrapesos para facilitar su descenso y poder aterrizar en pistas de aterrizaje con nieve, que es desplazada a los costados por este mecanismo, que también sirve para proteger los motores y los tanques internos de combustible, evitar que ingrese nieve, agua y piedras a los motores. El tren de aterrizaje se retrae hacia atrás, se guarda bajo la cabina de mando y los tripulantes de la aeronave, suben a la cabina por una compuerta dentro del foso del tren de aterrizaje delantero, con escaleras externas que se sitúan bajo la aeronave.
Tiene el récord de ser el avión bombardero más rápido y de mayor alcance en ser fabricado, no lleva ningún tipo de arma defensiva, siendo el primer bombardero soviético tras la Segunda Guerra Mundial desarmado sin cañones, pero siempre vuela escoltado por los aviones caza tácticos de largo alcance MiG-31.

## Futuro

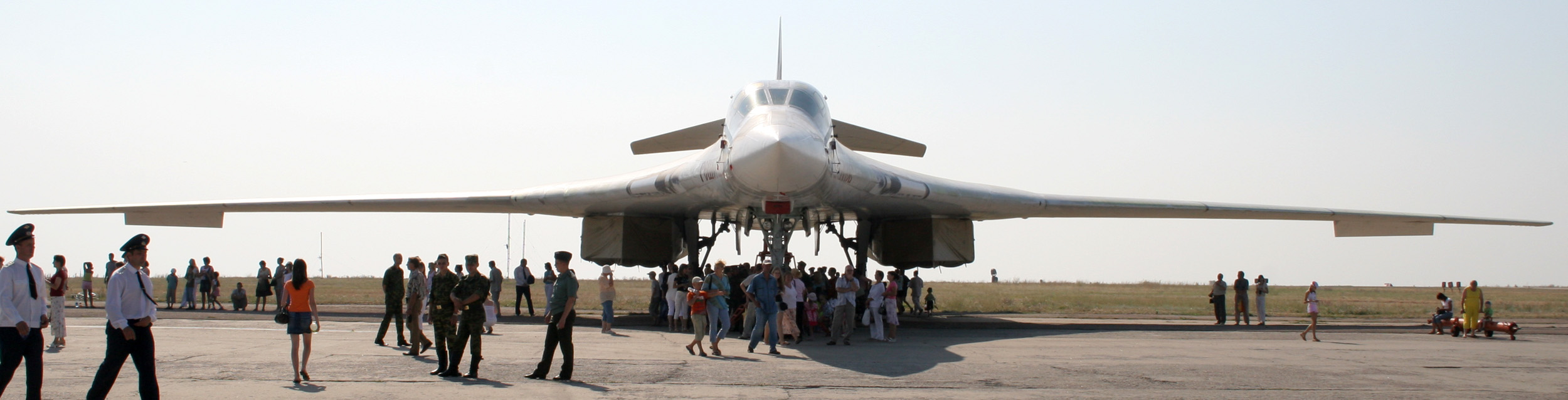
Túpolev Tu-160.

Es el avión bombardero más moderno fabricado en la Unión Soviética, su desarrollo y construcción demoró muchos años, tiene modernas aplicaciones de tecnología y soluciones técnicas, para poder volar tan alto y a gran velocidad, superando a los diseños de aviones supersónicos desarrollados anteriormente, como el Convair B-58 Hustler de Estados Unidos y Dassault Mirage IV de Francia.
Aunque es un avión relativamente nuevo en el inventario de la Fuerza Aérea de Rusia, ya se está preparando un diseño que podría ser su reemplazo antes del año 2020, el proyecto Sukhoi PAK DA, un avión bombardero de ala volante y tecnología furtiva como el Northrop Grumman B-2 Spirit, pero de velocidad supersónica y alas de geometría variable.
Participó en las maniobras aéreas y navales con Venezuela, pintado de color blanco nube y escoltado por los caza pesados de largo alcance MiG-31, pintados de color gris; junto a los bombarderos supersónicos navales Tu-22M (Backfire-C) pintados de color azul naval y apoyando, a los aviones caza Polivalentes de diseño Multipropósito Sukhoi Su-30 MKII, recientemente comprados por Venezuela, formando un nuevo tipo de "Ala de combate combinada" en los juegos de guerra con la totalidad de la Fuerza Aérea de Venezuela, lanzando misiles supersónicos de largo alcance en forma simulada contra objetivos navales y aéreos, frente a la costa de Venezuela y apoyando a los aviones de ataque.
Rusia está construyendo más aviones bombarderos supersónicos, dentro del plan de modernización de sus Fuerzas Armadas, anunciado por el presidente Dmitri Medvédev, en el año 2009 se integraron 4 nuevos aviones con mejoras tecnológicas, podrán volar como escolta de largo alcance y guía de ataque tipo "Hawk-eye" de otros aviones bombarderos supersónicos modernizados y otros caza bombarderos, como la variante modernizada Su-35 con el nuevo sistema de navegación satelital GLONASS.
Fueron vistos recientemente, en las maniobras aéreas y navales de Rusia en el mar mediterráneo, despegaron desde las bases aéreas que Rusia tiene en el sur del país, acompañando a otros aviones cazabombarderos y formando un nuevo tipo de "Ala de combate combinada", lanzando misiles navales supersónicos de larga distancia, en forma simulada contra los barcos asignados como blancos enemigos, en los juegos de guerra de la marina de Rusia, impresionando a los militares de otros países que participaron como observadores en las maniobras y comprobando su efectividad, como avión bombardero lanzamisiles de ataque naval, ataque a tierra y apoyo de combate aéreo, contra otros aviones caza enemigos.
También participó en los ejercicios navales y aéreos combinados, entre Rusia, China, Corea del Norte, Kazajistán, Kirguistán, Tayikistán y Uzbekistán, en abril del 2012, apoyando a los aviones de ataque y como un interceptor de misiles ICBM, con el apoyo del nuevo sistema de navegación GLONASS, y como un avión de ataque naval, contra barcos enemigos.
Con los acuerdos de limitación de armas estratégicas START II entre Rusia y Estados Unidos para desmantelar misiles, se ha iniciado un nuevo programa de diseño y desarrollo para la construcción de nuevos aviones bombarderos supersónicos de largo alcance, que volarán en el nuevo siglo y sería el resurgimiento de este tipo de aviones bombarderos de diseño futurista, con los que se lograron solucionar exitosamente varios problemas de diseño, pero que increíblemente estaban muy adelantados a su época.
Al no construirse más modelos en serie por la aparición de nuevos misiles ICBM, que demostraron ser más económicos de producir y operar, y de los que se fabricaron más de 10 mil unidades para mantener la misma disuasión nuclear, que un avión bombardero totalmente operativo estacionado en las bases militares, su fase de producción serial se descontinuó, además por los conocidos recortes tras la disgregación soviética.
Actualmente Rusia decidió volver a retomar su producción, y según el anuncio del comandante de la Fuerza Aérea de Rusia (VVS), Víktor Bóndarev, ha afirmado que se van a adquirir al menos 50 Tu-160. No se han ofrecido fechas. También añade que no se va suspender el desarrollo del PAK-DA. Estos nuevos aviones formarían, mientras se llega el citado; la espina dorsal de la aviación estratégica de Rusia, y en la década siguiente a la modernización extensa de estos aviones, en una variante que sería denominada como Tu-160M sería la operativa finalmente, y se espera la entrega de 10 unidades antes de 2027.

## Historia operativa

### Incidente en Colombia
En 2013, fueron vistos formando parte de las maniobras aéreas y navales combinadas entre Rusia, Nicaragua y Venezuela. El gobierno de Colombia denunció que dos aviones bombarderos Tu-160 escoltados por dos aviones caza de largo alcance MiG-31 violaron su espacio aéreo por pocos minutos, en un viaje de patrulla desde Venezuela a Nicaragua. En esta incursión fueron interceptados por aviones supersónicos IAI Kfir fabricados en Israel, de la Fuerza Aérea Colombiana a gran altitud y velocidad, y filmados por las cámaras del sistema de tiro de los aviones colombianos, en posición de ataque, en la cola apenas visible de los citados aviones rusos.
La incursión terminó cuando los aviones Tu-160 rusos dejaron el espacio aéreo colombiano, encendiendo los motores de post combustión para aumentar su velocidad, sin más percances; este conflicto se presentó en un momento de tensiones diplomáticas entre Colombia y Nicaragua, a su vez las relaciones con Venezuela no eran las mejores, Colombia había movilizado fragatas y submarinos a la zona limítrofe con Nicaragua.

## Modernización
En 2006 las fuerzas aéreas rusas recibieron cinco aviones modernizados y otro recién construido. Recibirán cinco Tu-160 modernizados cada año.
Los cambios anunciados son:
- Aviónica resistente a neutrones y otras emisiones nucleares, completamente digitales.
- Uso completo del sistema de posicionamiento global por satélites GLONASS.
- Una versión actualizada de los motores NK-32, mejorando su capacidad y fiabilidad.[12]
- La capacidad de utilizar misiles nucleares y convencionales X-555 mediante el sistema GLONASS.[13]
- El uso de bombas guiadas por láser.[14]
- La capacidad de utilizar misiles para el lanzamiento de satélites civiles y militares.[15]
- Una cubierta avanzada para la absorción de emisiones radar.[16]

## Variantes
Una versión civil y comercial del Tu-160, denominada Tu-160Sk, fue mostrada en una exhibición de vuelo en Singapur en 1994, con un modelo de un vehículo espacial pequeño llamado Burlak en la parte inferior de su fuselaje, para ser lanzado como un misil y alcanzar la órbita baja del espacio.
En 1995, Túpolev anunció una asociación con la firma alemana OHB-System para fabricar el avión como un carguero, para un vehículo de lanzamiento orbital. El gobierno alemán retiró los fondos en 1998, aunque el desarrollo aún continúa.
Existen otras variantes propuestas, pero todavía no construidas, siguientes:
- Tu-160S: designación utilizada para los Tu-160 en serie, cuando es necesario separarlos de los aviones de preproducción y experimentales.[17]
- Tu-160V: variante que utiliza hidrógeno líquido como combustible.[17]
- Tu-160 NK-74: versión con motores actualizados NK-74.[17]
- Tu-160M: variante alargada para llevar dos misiles de largo alcance Kh-90.
- Tu-160P (Tu-161): versión de interceptor/caza de escolta de muy largo alcance, para escoltar otros aviones Tu-160.
- Tu-160PP (del ruso ПП - постановщик помех): variante para guerra electrónica con sistemas de interferencias y contramedidas electrónicas tipo "Hawk-eye" para misiones como bombardero naval.
- Tu-160R: modelo para reconocimiento estratégico, avión espía tipo SR-71.
- Tu-160SK: variante comercial, diseñada para lanzar misiles con satélites dentro del sistema Burlak.[17]
- Tu-170: bombardero convencional, para evitar las limitaciones de los acuerdos SALT II que terminaron en 2008.

## Usuarios

### Actuales
Rusia
- Fuerza Aérea Rusa: 16 Tu-160 en servicio en el 121 Regimiento de guardias de bombarderos pesados.

 India
- Fuerza Aérea India: 1 unidad de la versión Tu-160M de 8 solicitadas.

### Antiguos
Ucrania
- Fuerza Aérea de Ucrania: 19 Tu-160, transferidos a Rusia.

 Unión Soviética
- Fuerza Aérea Soviética: Transferidos a Rusia y a Ucrania: Servían en el 184 Regimiento de guardias de bombarderos pesados (con base en Pryluky, Ucrania).

## Especificaciones

### Características generales
- Tripulación: 4 (piloto, copiloto, Bombardero (NAV-BOMB) y Oficial de Sistemas Defensivos (DSO).
- Longitud: 54,1 m (177,5 ft)
- Envergadura: 

  - 55,70 m a 20°
  - 35,60 m a 66°
- Altura: 13,1 m (43 ft)
- Superficie alar: 400 m² (4305,7 ft²)
- Peso vacío: 111 000 kg (244 644 lb)
- Peso cargado: 260 000 kg (573 040 lb)
- Peso máximo al despegue: 275 000 kg (606 100 lb)
- Planta motriz: 4× Turbofán Samara/Trud Kuznetsov NK-32.
  - Empuje normal: 137 kN (13 970 kgf; 30 799 lbf) de empuje cada uno.
  - Empuje con postquemador: 245 kN (24 983 kgf; 55 078 lbf) de empuje cada uno.

### Rendimiento
- Velocidad máxima operativa (Vno): 2220 km/h (1380 MPH; 1199 kt)
- Alcance: 12 300 km (6641 nmi; 7643 mi)
- Techo de vuelo: 17 000 m
- Régimen de ascenso: 73 m/s (14 370 ft/min)
- Carga alar: 743 kg/m² (152,2 lb/ft²)
- Empuje/peso: 0,37

### Armamento
- Puntos de anclaje: 2 bahías internas con una capacidad de 40.000 kg, para cargar una combinación de:  
  - Bombas: 

    - 24 x Bombas guiadas por TV KAB-500T de 500 kg
    - 32 x Bombas guiadas por láser KAB-500L de 500 kg
    - 24 x Bombas de caída libre KAB-1500 de 1500 kg
    - 24 x Bombas guiadas por satélite KAB-1500K de 1.500 kg
    - 24 x Bombas guiadas por láser KAB-1500L de 1.500 kg
    - 24 x Bombas guía Data-Link KAB-1500TK de 1.500 kg
    - 24 x Bombas guiadas por satélite inercial KAB-1500SE de 1.500 kg
    - 40 x Bombas de caída libre KAB-250 de 250 kg
    - 40 x Bombas de caída libre KAB-500 de 500 kg
    - 40 x Bombas de caída libre FAB-500 de 500 kg

  - Misiles: Dos lanzadores rotativos con capacidad para:
    - Misiles nucleares
      - 12 x Raduga Kh-15

    - Misiles de crucero
      - 12 x Raduga Kh-55

    - Misiles Aire-Aire
      - 12 x Mólniya R-60
      - 12 x Vympel R-27
      - 12 x Vympel R-33
      - 12 x Vympel R-73
      - 12 x Vympel R-77

    - Misiles antirradiación
      - 12 x Kh-29
      - 12 x Kh-31

    - Misiles antibuque
      - 12 x Kh-59
      - 12 x KH-41

### Aeronaves similares
- Rockwell B-1 Lancer
- Dassault Mirage IV
- Handley Page Victor
- Túpolev Tu-22M
- Sukhoi T-4

### Listas relacionadas
- Anexo:Aeronaves más grandes